# Andrena echizenia
Andrena echizenia là một loài Hymenoptera trong họ Andrenidae. Loài này được Hirashima & Haneda mô tả khoa học năm 1973.